# Friedrich Myconius

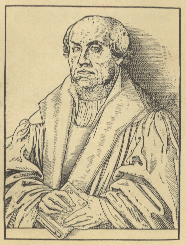
Friedrich Myconius in zeitgenössischer Darstellung

Friedrich Myconius (eigentlich Friedrich Mecum; * 26. Dezember 1490 in Lichtenfels; † 7. April 1546 in Gotha) war ein lutherischer Theologe und Reformator aus Gotha.

## Leben und Wirken
Erzogen in der tiefen Religiosität des Mittelalters, besuchte Myconius (dies ist die gräzisierte Form seines Nachnamens Mecum) zunächst die Stadtschule in Lichtenfels. Auf den Wunsch seiner Eltern wechselte er 1503 an die Lateinschule in Annaberg. Bei einer Begegnung mit Johann Tetzel, der damals als Unterkommissar des Jubelablasses für den Deutschen Orden in Livland seine Vaterstadt durchzog, forderte er einen kostenlosen Ablass. Tetzel lehnte jedoch das Ansinnen ab. Daraufhin riet ihm der Rektor der Lateinschule, in das Franziskanerkloster, das zur Sächsischen Franziskanerprovinz (Saxonia) gehörte, einzutreten, was er am 14. Juli 1510 tat. Am nächsten Tag träumte er, dass der Apostel Paulus ihn aus der Einöde zu Christus führe. Er studierte daraufhin intensiv die scholastische Lehre. Nach einer Versetzung nach Weimar wurde Myconius 1516 zum Priester geweiht. In Gegenwart des Herzogs Johann der Beständige und dessen Sohn Johann Friedrich hielt er im selben Jahr zu Pfingsten seine erste Predigt. Sein innerer theologischer Kampf wurde durch den Besuch Martin Luthers 1518 beendet. Begeistert von dessen Ideen wurden seine Predigten immer schärfer und riefen den Unwillen seiner Ordensbrüder hervor. Er wurde der Ketzerei verdächtigt und überwacht. Man schickte ihn 1522 nach Eisenach und von dort nach Leipzig; anschließend wurde er als Gefangener des lutherfeindlichen Herzogs Georg 1524 nach Annaberg gebracht.
Dort entzog er sich der Gefangenschaft durch Flucht in das Kurfürstentum Sachsen. Zu Ostern predigte er in Zwickau und im Juli in Buchholz, wobei er einen großen Zulauf aus den benachbarten Gemeinden erhielt. Im August 1524 erhielt er von Herzog Johann eine Predigerstelle in Gotha. Dort waren die Verhältnisse im Kirchen- und Schulwesen durch den Gothaer Pfaffensturm ungeordnet. Myconius ging daran, sie zu ordnen und gab eine Kirchen- und Schulordnung heraus. Am 21. Dezember 1524 gründete er im Augustinerkloster das Gothaer Gymnasium, das noch als Gymnasium Ernestinum besteht. Während des Bauernkrieges konnte er Schaden in Gotha verhindern, indem er den Bauern entgegentrat. Trotz alledem hielt er sich aus den politischen Angelegenheiten des Bauernkrieges heraus und erhielt Hilfe von Martin Luther und Philipp Melanchthon, die mit ihm schriftlich in Verbindung traten.

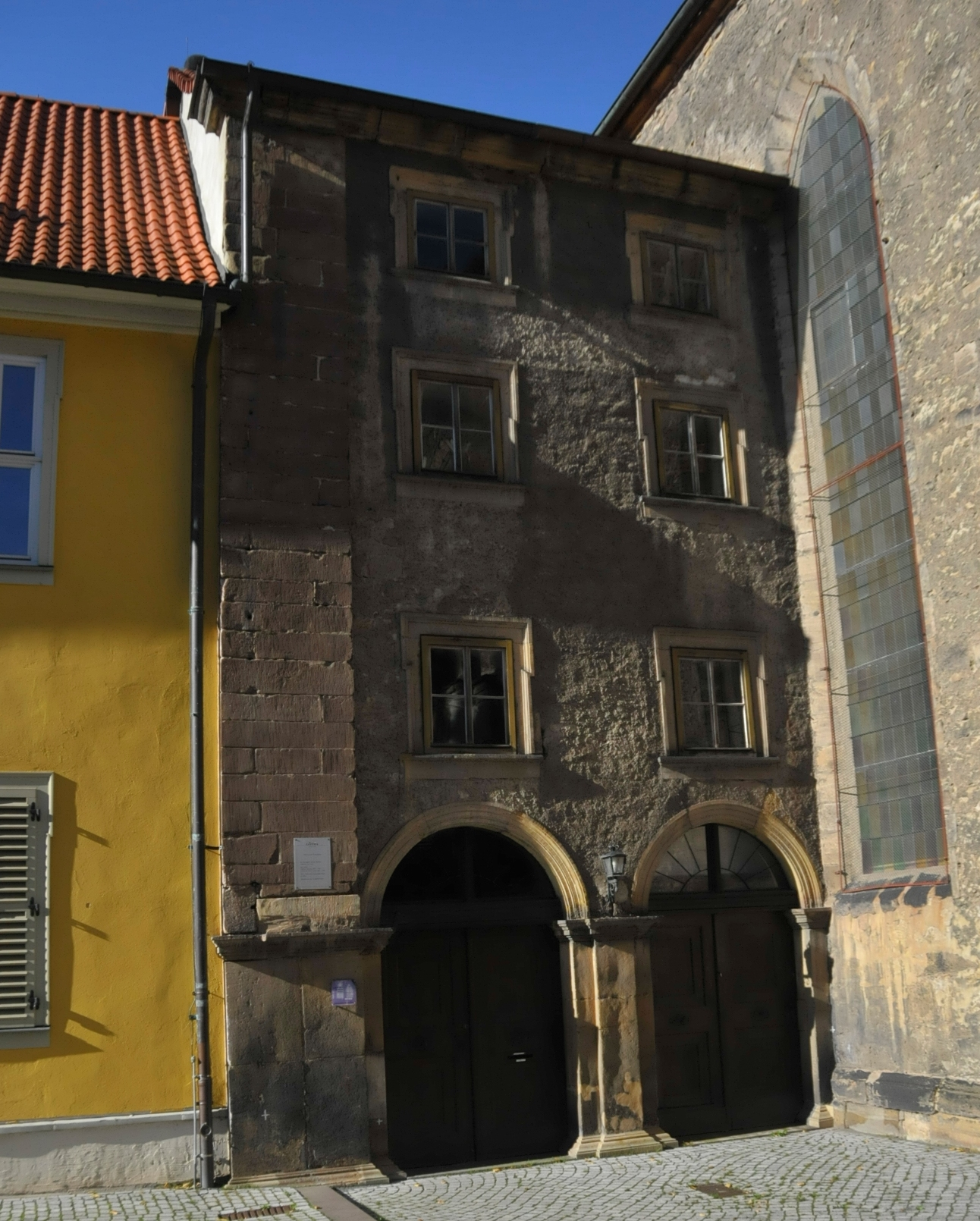
Wohnhaus von Myconius

Seine Bedeutung verstärkte sich, als er den späteren Kurfürsten Johann Friedrich von Sachsen 1526/27 als Prediger nach Köln und Düsseldorf, die Hauptstadt Jülich-Kleve-Bergs, begleitete. Johann Friedrich vermählte sich dort mit Sibylle von Jülich-Kleve-Berg. Auf der Durchreise hielt er in Paderborn die erste belegte evangelische Predigt in der Bischofsstadt. Auf seiner dritten Reise mit Johann Friedrich predigte Myconius im Düsseldorfer Schloss. Der Franziskanerobservant Johann Heller von Korbach widersprach ihm in einer Predigt in der Stiftskirche St. Lambertus. Vermutlich in einem Gasthaus am Düsseldorfer Markt kam es – auf Anregung des kursächsischen Rates Anarg von Wildenfels – zwischen beiden zu einer öffentlichen Disputation, dem Düsseldorfer Religionsgespräch vom 19. Februar 1527, dem weder Herzog noch Herzogin, wohl aber Konrad Heresbach und weitere herzogliche Räte beiwohnten. Eine schriftliche Darstellung des Disputs wurde in der Schrift Handlung und Disputation wohl von Myconius selbst in Druck gegeben; Heller veröffentlichte eine Gegenschrift.
Auf Initiative Luthers wurden in den sächsischen Kurlanden Visitationen der Kirchenkreise durchgeführt, an denen sich Myconius 1526 im Amt Tenneberg und 1528/29 in den Ämtern Eisenach, Gotha und Weimar beteiligte. Auch nahm er am Marburger Religionsgespräch 1529, an der Wittenberger Konkordie 1536 und an der Versammlung in Schmalkalden 1537 teil. Sein Wirken als Reformator führte ihn 1538 nach England, wo er mit den Theologen Heinrichs VIII. über die Confessio Augustana verhandelte. Jedoch war dies nicht von Erfolg gekrönt und er kehrte ein halbes Jahr später zurück nach Sachsen. Dort gestaltete sich die Einführung der Reformation in Annaberg erfolgreicher und gemeinsam mit Caspar Cruciger dem Älteren arbeitete er an der Einführung im Herzogtum Sachsen mit. Er nahm auch an den Verhandlungen in Frankfurt am Main und Nürnberg 1539 und dem Hagenauer Religionsgespräch 1540 teil.
Seine ständigen Anstrengungen wirkten sich auf seinen Körper aus. Bereits seit 1539 hatte er ein Luftröhrenleiden aufgrund einer Schwindsucht. Dies raubte ihm die Stimme, so dass er nicht mehr predigen konnte. Nachdem er sich nicht mehr stimmlich artikulieren konnte, widmete er sich der Verfassung von Schriften. In seine Historia reformationis flossen viele persönliche Erfahrungen ein. Nach der Verschlimmerung seiner Krankheit verstarb er am 7. April 1546 in Gotha.

## Familie
1525 heiratete Myconius die Gothaer Bürgerstochter Margaretha Jäcken. Von den neun Kindern des Paares erreichten nur vier das Erwachsenenalter.
1548 ehelichte seine Tochter Barbara den Gothaer Pädagogen Cyriacus Lindemann, der ab 1549 an dem von Myconius gegründeten Gothaer Gymnasium lehrte.

## Gedenken

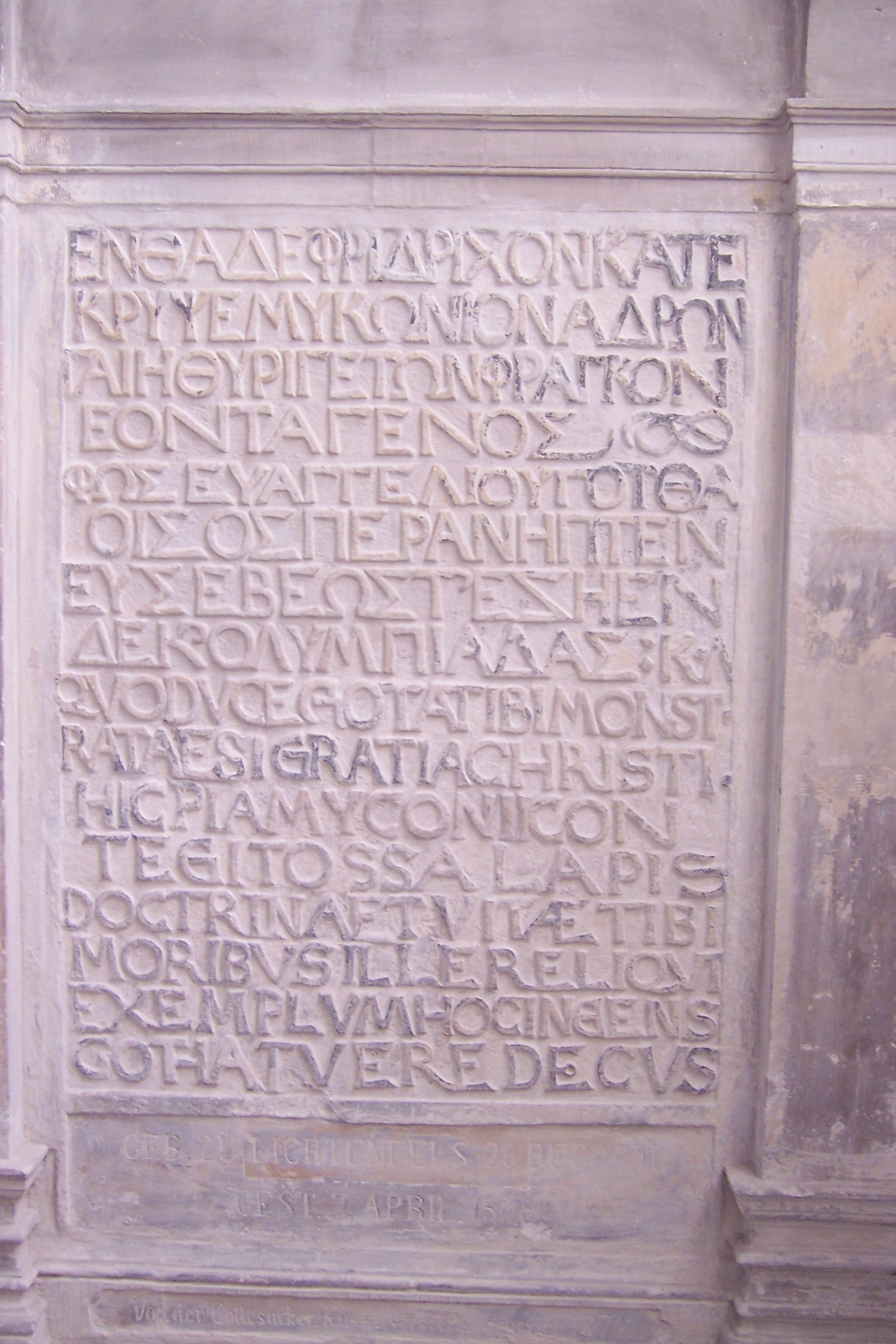
Epitaph für Myconius

Myconius lebte in einem an die Augustinerkirche angebauten Haus; es ist heute das älteste noch erhaltene Wohnhaus Gothas. Namentlich erinnerte an ihn die bis 2016 bestehende Staatliche Regelschule „Friedrich Myconius“, direkt neben dem einstigen Augustinerkloster gelegen. Bereits Mitte des 19. Jahrhunderts wurde der Platz hinter der Augustinerkirche Myconiusplatz benannt.
Seit 1997 wird von der Stadtverwaltung Gotha jährlich die Myconiusmedaille für besonderes ehrenamtliches Engagement auf sozialem, kulturellem, ökonomischem oder ökologischem Gebiet verliehen. Seit 2002 ist die Medaille zusätzlich mit 1500 Euro dotiert. Nach der Ehrenbürgerwürde ist die Myconiusmedaille die höchste Auszeichnung der Stadt.

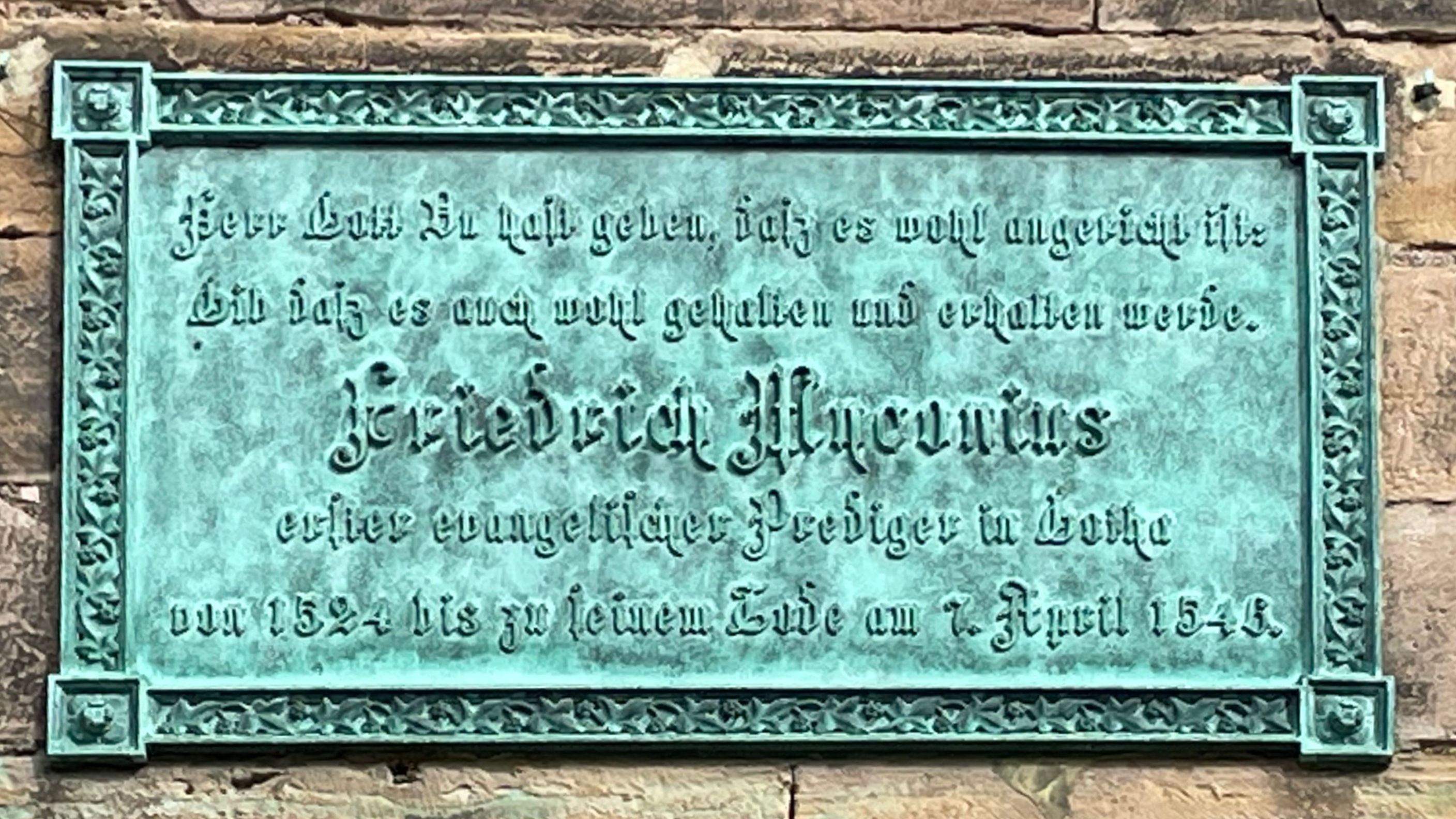
Gedenktafel für Friedrich Myconius an der Augustinerkirche in Gotha

Myconius’ Grabstein wurde nach der Aufhebung des Alten Gottesackers im Jahre 1874 in die Augustinerkirche überführt, wo er rechts neben dem Altar in die Wand eingelassen ist. Der erste Teil seiner von Johannes Stigel verfassten Inschrift ist in Griechisch, der zweite in Latein. Die Übersetzung aus frm Griechischen lautet: „Hier hat Erde den tüchtigen Thüringer Friedrich Myconius verborgen, der der Herkunft nach ein Franke war. Das Licht des Evangeliums hat er den Gothaern gleichsam angezündet, und gottesfürchtig lebte er elf Olympiaden und das übrige.“ Der zweite, lateinische Teil lautet übersetzt: „Dieser Stein bedeckt die frommen Gebeine des Myconius, unter dessen Führung, Gotha, dir die Gnade Christi gezeigt wurde. Durch Lehre und Lebenswandel hat jener dir ein Beispiel hinterlassen. Dies betrachte, Gotha, als eine große Ehre.“
In Düsseldorf erinnert die nach Myconius benannte Mecumstraße an die erste evangelische Predigt in der Stadt.

## Werke
- „Eine freundliche Ermahnung und Tröstung an alle Freunde Gottes Worts in Annaberg“, Trostbrief an die Annaberger, Zwickau 1524
- „Handlung und Disputation“ Die Düsseldorfer Disputation, 1527
- Vorwort zu Luthers Galaterkommentar, 1535
- „Der Widderteufer leere und geheimnis“ des Justus Menius, Wittenberg 1530
- „Wie man die Einfältigen und sonderlich die Kranken im Christentum unterrichten soll“, Wittenberg 1539
- „Historia Reformationis“, hrsg. von E.S. Cyprian, Leipzig 1715, Neudr. hrsg. von O. Clemen, Leipzig 1915
- Mitverfasser: „Von der wohlriechenden und köstlichen Salbe“, 1543

Briefe:
- Paul Scherffig: Briefe des Myconius an Justus Menius. In: Beiträge zur Thüringischen Kirchengeschichte. Bd. 4, 1939, S. 177–254.
- Hans-Ulrich Delius (Hrsg.): Der Briefwechsel des FriedrichMyconius (= Schriften zur Kirchen- und Rechtsgeschichte. Bd. 18/19). Tübingen 1960.